# In-Camera-Verfahren
Ein In-Camera-Verfahren (lateinisch in camer ‚in der Kammer‘, also „geheim“) ist nach deutschem Recht ein besonderes Zwischenverfahren im Verwaltungsprozess. Verweigert die oberste Aufsichtsbehörde in einem Verwaltungs-Gerichtsverfahren nach pflichtgemäßem Ermessen die Vorlage von Unterlagen aus Geheimschutzgründen, kann – auf Antrag eines Beteiligten und sofern das Gericht der Hauptsache die zurückgehaltenen Unterlagen für entscheidungserheblich erachtet – im In-Camera-Verfahren nach § 99 VwGO die Rechtmäßigkeit der Zurückhaltung durch speziell bei den Oberverwaltungsgerichten und beim Bundesverwaltungsgericht eingerichtete „Fachsenate für In-Camera-Verfahren“ (§ 189 VwGO) überprüft werden. Den Fachsenaten sind die gesperrten Unterlagen vollständig und ungeschwärzt vorzulegen, womit dem Rechtsstaatsprinzip genüge getan wird. Die vorgelegten Unterlagen werden weder der Öffentlichkeit noch den Beteiligten der Streitsache bekannt gegeben oder zugänglich gemacht, auch nicht dem Gericht der Hauptsache. Sie verbleiben im Fachsenat, also „in der Kammer“. Im In-Camera-Verfahren wird festgestellt, ob die Behörde die Unterlagen zu Recht geheim halten darf.

## Gegenwärtige Rechtslage
Behörden sind gegenüber den Verwaltungsgerichten gemäß § 99 Abs. 1 Satz 1 VwGO grundsätzlich zur Vorlage von Urkunden oder Akten, zur Übermittlung elektronischer Dokumente und zu Auskünften verpflichtet. Diese – vom Gericht auf Antrag oder von Amts wegen (§ 86 VwGO) gewonnenen – Erkenntnisse werden dem Prozessgegner zugänglich, da dieser ein Akteneinsichtsrecht hat (§ 100 VwGO). Darüber hinaus können solche Informationen auch allgemein publik werden, da gemäß § 55 VwGO i. V. m. § 169 GVG die Gerichtsverhandlung grundsätzlich öffentlich ist.
Wenn aber das Bekanntwerden dem Wohl des Bundes oder eines Landes Nachteile bereiten würde oder wenn die Vorgänge nach einem Gesetz oder ihrem Wesen nach geheim gehalten werden müssen, kann die zuständige oberste Aufsichtsbehörde die Vorlage von Urkunden oder Akten, die Übermittlung der elektronischen Dokumente und die Erteilung der Auskünfte gemäß § 99 Abs. 1 Satz 2 VwGO verweigern. Auf Antrag eines Beteiligten entscheidet dann der Fachsenat nach § 189 VwGO des Bundesverwaltungsgerichts oder eines Oberverwaltungsgerichts gemäß § 99 Abs. 2 VwGO darüber, ob die Verweigerung der Informationserbringung rechtmäßig ist. Die oberste Aufsichtsbehörde hat auf Aufforderung dieses Spruchkörpers die verweigerten Informationen vorzulegen. Das In-Camera-Verfahren unterliegt den Vorschriften des Geheimschutzes. Auch die Entscheidungsgründe dürfen Art und Inhalt der geheim gehaltenen Informationen nicht erkennen lassen.
Ein entsprechendes Verfahren sieht § 86 Finanzgerichtsordnung für den Finanzprozess vor. Im Strafprozess gibt es kein In-Camera-Verfahren.

## Entwicklung
Das In-Camera-Verfahren wurde erst durch das Gesetz zur Bereinigung des Rechtsmittelrechts im Verwaltungsprozess vom 20. Dezember 2001 (BGBl. 2001 I S. 3987) eingeführt. Bereits vorher konnte das Gericht zwar entscheiden, ob von der verweigernden Behörde hinreichend glaubhaft gemacht worden war, dass die gesetzlichen Voraussetzungen für die Verweigerung vorlagen. Allerdings konnte es zur Beurteilung nicht in die verweigerten Unterlagen Einsicht nehmen, da nach alter Rechtslage die Informationen als in den Prozess eingeführt gegolten hätten und so auch der Klägerpartei bekannt geworden wären.
Während international ein In-Camera-Verfahren nicht unüblich war (vgl. etwa Verfahren nach dem Freedom of Information Act der USA oder die „Huberschwiller“-Rechtsprechung des Staatsrats in Frankreich), schreckte die deutsche Rechtsprechung und Gesetzgebung hiervor jahrzehntelang zurück.
1999 entschied das Bundesverfassungsgericht im Rahmen einer Verfassungsbeschwerde, dass § 99 Abs. 1 Satz 2 i. V. m. Abs. 2 Satz 1 VwGO a. F. mit der Rechtsweggarantie des Art. 19 Abs. 4 Grundgesetz unvereinbar sei, soweit er die Aktenvorlage auch in denjenigen Fällen ausschließt, in denen die Gewährung effektiven Rechtsschutzes von der Kenntnis der Verwaltungsvorgänge abhängt. Weiterhin stellte es klar, dass die Beschränkung des Akteneinsichtsrechts der Verfahrensbeteiligten gemäß § 100 Abs. 1 VwGO hinsichtlich der nur für den entscheidenden Spruchkörper bekanntzugebenden Informationen mit dem Anspruch auf rechtliches Gehör nach Art. 103 Abs. 1 Grundgesetz (der auch Akteneinsicht umfasst) vereinbar sei, wenn sich erst durch diese Beschränkung der von Art. 19 Abs. 4 Grundgesetz gebotene effektive Rechtsschutz ermöglichen lässt.
Ob die derzeit gültige Regelung des § 99 VwGO den verfassungsrechtlichen Anforderungen entspricht, ist weiterhin umstritten, da eine In-Camera-Verwertung zu Gunsten des Rechtsschutzsuchenden immer noch ausgeschlossen ist.

## Österreich
'Unter einem In-Camera-Verfahren ist ein Verfahren zu verstehen, bei dem Beweise zwar in den Prozess eingeführt, der Gegenpartei aber nicht zur Kenntnis gebracht werden. Dieses Verfahren wird in Österreich unter Hinweis auf die damit einhergehende Beschränkung des rechtlichen Gehörs weitgehend abgelehnt. … Unternehmensgeheimnisse und rechtliches Gehör werden als "unantastbar" qualifiziert.' (Birgit Schneider, ÖJZ 2013, H. 4)